# Jerónimo del Campo y Roselló
Jerónimo del Campo y Roselló (Madrid, 30 de setembre de 1802 - 3 de març de 1861) va ser un enginyer i escriptor espanyol.
Orfe des de molt jove, va estudiar a l'Escola d'Enginyers de Camins, Canals i Ports, on més tard seria professor. Va ser també director de l'Observatori Astronòmic de Madrid, al que va decidir transformar en observatori meteròlógic, i de la publicació Boletín de Caminos, a més d'acadèmic numerari de la Reial Acadèmia de Ciències Exactes, Físiques i Naturals. També fou Director de la Caixa d'Estalvis de Madrid i conseller d'Instrucció Pública. En 1839 ingressà també a la Reial Acadèmia Espanyola. És autor de la traducció al castellà de Mecánica racional de Denis Poisson.